# 和你飛2.0

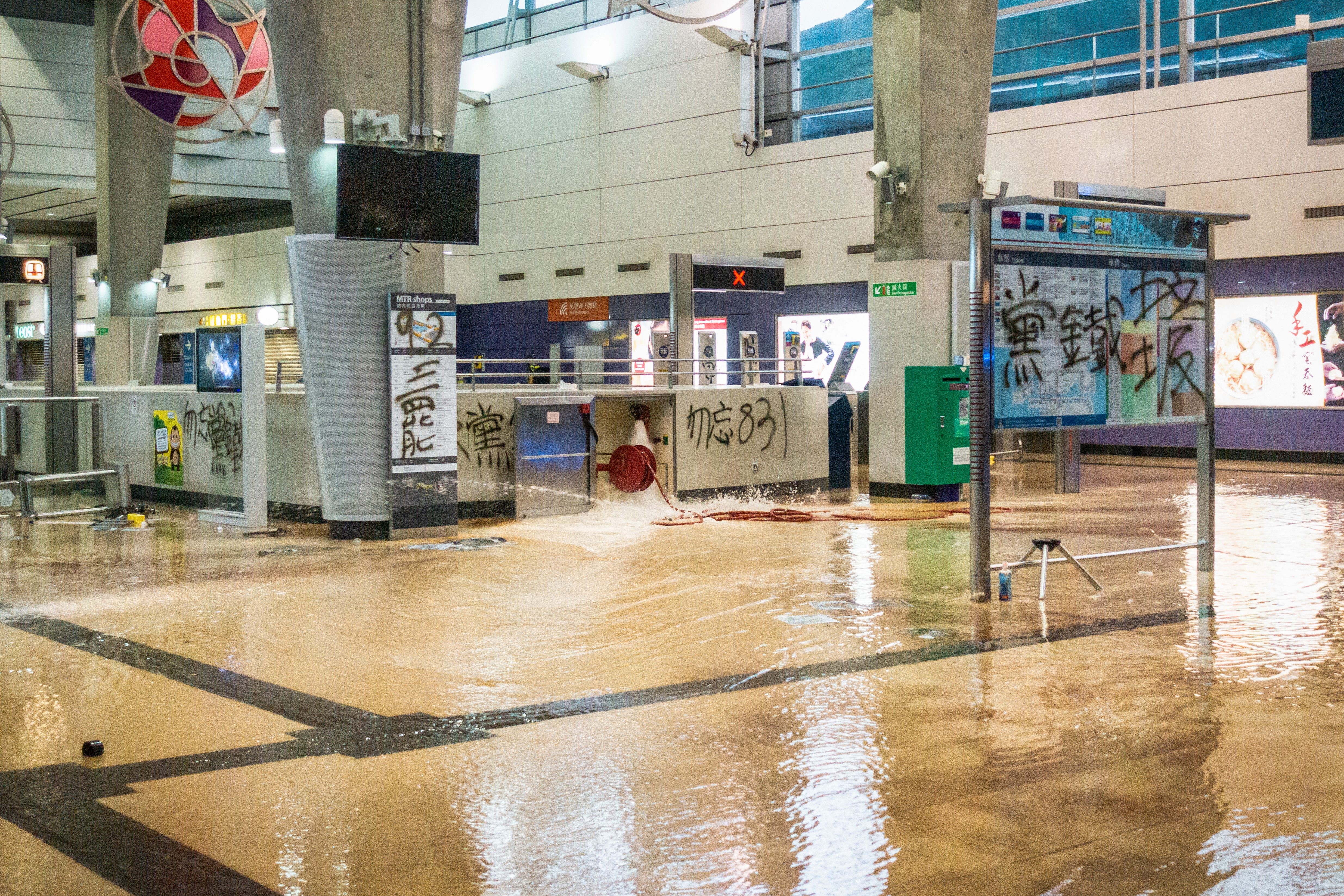
2019年9月1日，示威者在乘客離開東涌站後，在站內破壞設施，又開了消防喉放水，令大堂水浸

2019年9月1日香港反對逃犯條例修訂草案示威，又稱為「機場交通壓力測試日」，是反對逃犯條例修訂草案運動中於北大嶼山東涌、欣澳、大陰頂（青嶼幹線收費廣場）及赤鱲角香港國際機場進行的一次示威。活動由Telegram頻道「SUCK Channel」發起，示威者未有理會禁制令，再次在机场发起「和你塞」集會。受此影响，機場快綫暂停服务，随后东涌线也全线暂停，出入机场主要干道被示威者堵塞，来往机场的交通均陷于瘫痪状态。旅客及机组人员必须徒步出入机场。
當晚，由於公共交通全線關閉，大批示威者沿北大嶼山公路從東涌步行離開，預備步行近20公里回市區。由此引發其後上千市民開著私家車由市區前來「義載」接示威者；據《德國之音》報導，全晚有約5000台私家車出動。示威者步行數小時後方抵達青馬收費廣場乘義載車輛返回市區，此行動被形容为「港版鄧寇克大撤退」。

## 過程

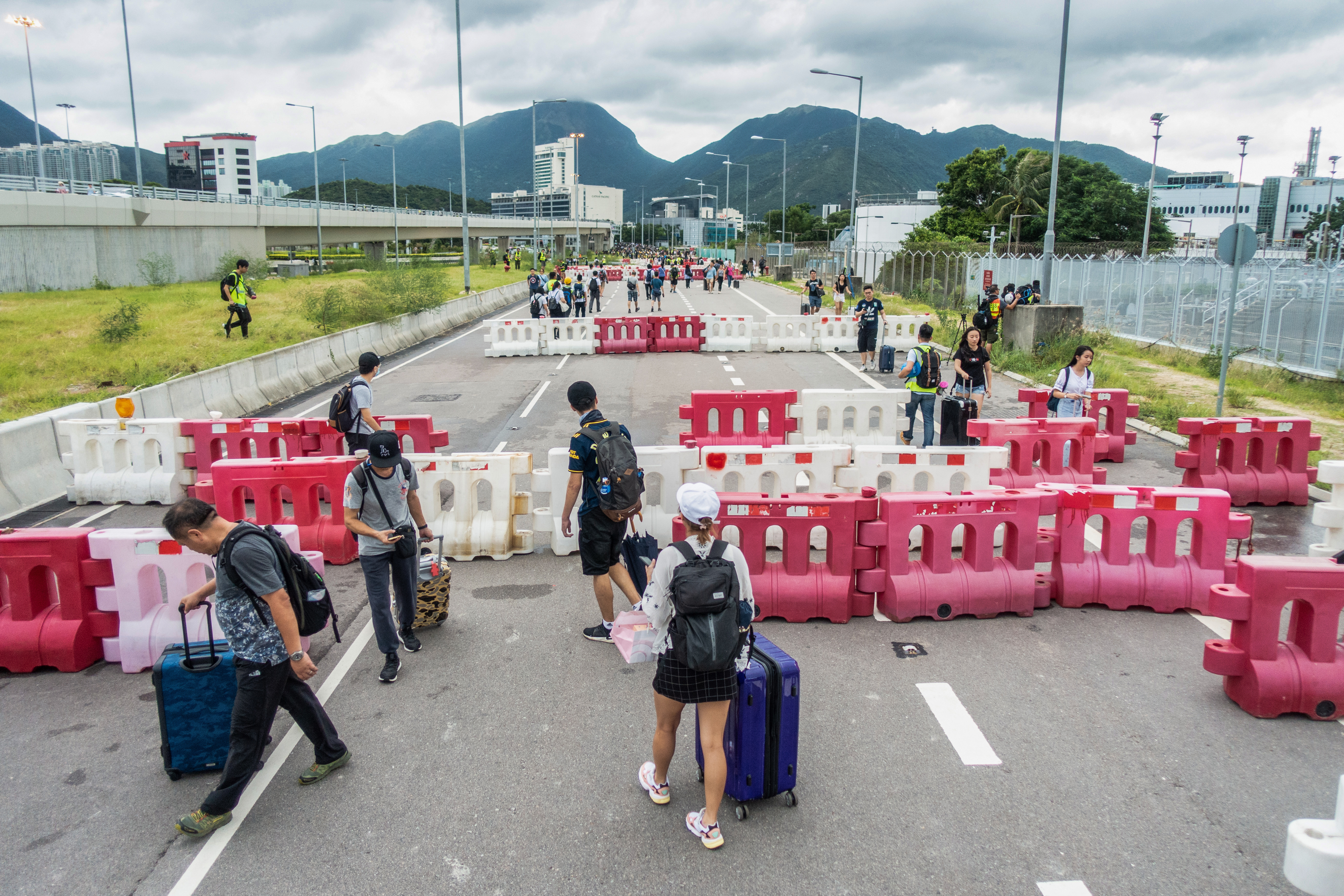
示威者在往機場的道路上設置水馬，交通嚴重受阻。旅客只能徒步往機場

大批市民和示威者經陸路及鐵路等進入赤鱲角，交通嚴重擠塞，部分更被示威者設路障封鎖。另外機場多個出入口亦被示威者封鎖，旅客受影響。下午至傍晚，防暴警察清場，有示威者徒步經北大嶼山公路和青馬大橋撤離機場。
示威者撤離機場後抵達東涌，展開另一輪示威行動，包括扯下、踐踏、焚燒東涌游泳池的中华人民共和国國旗；至於建制派立法會議員周浩鼎的東涌辦事處亦被破壞，大門被毀，一片凌亂。
另外全港不同地方亦有示威，全日至少12個車站受破壞，包括青衣站入閘機被破壞、東涌站入閘機和售票機被破壞、多處水浸和控制室受損等，亦有雜物被拋落路軌，導致機場快綫、東涌綫、迪士尼綫等全線暫停。港鐵表示被毀車站翌日或未能重啟。
一批防暴警察亦在晚上進入東涌站清場，登上列車截查乘客，但並沒有發現後離開，期間阻礙記者拍攝。亦有警察在中環碼頭截查落船市民，期間帶走多人疑是經水路離開機場的示威者。
晚上，大批警員在大圍站一帶截查市民，沙田區議員李世鴻高呼一句「黑警暴打市民可恥」後，遭警方指揮官按下，其後多名防暴警員用身體壓向他，被送到田心警署。警員同時以涉嫌「襲警」拘捕一男一女，兩名男警務人員報稱分別胸痛及手部受傷，其後有市民聲援，包圍田心警署。

## 各界反應

### 團體
大律師公會譴責大批群眾集體違抗法庭禁制令，堵塞及阻礙香港國際機場及地鐵正常運作。聲明表示在法治下，所有人必須服從法庭發出的命令，否則會構成藐視法庭，直接冒犯法治及侵蝕司法系統的尊嚴。如不予懲處，將對香港的法治帶來嚴重及不可彌補的損害。公會同時要求政府撤回逃犯條例草案及成立獨立調查委員會。

### 學校
港鐵東涌綫當晚仍未恢復服務，位於東涌的中學港青基信書院在網站宣布，由於東涌情況不明朗，預期區內交通受阻，考慮學生安全，決定延遲開學一天，學生毋須上課。

## 拘捕及提堂
- 警方於9月6日在粉嶺拘捕一名22歲，報稱太陽板技術員的姓黃男子，涉嫌「參與暴動」，「刑事毀壞」，「串謀侮辱國旗」，「串謀縱火」，「縱火」，「藏有攻擊性武器」及「藏有仿製槍械」。9月7日上午在九龍城裁判法院提堂。被告被控於2019年9月1日，在東涌游泳池內無合法辯解而損壞屬於康文署的旗桿金屬蓋、旗桿繩及閉路電視鏡頭，並與兩名不知名人士串謀公開並故意以焚燒方式侮辱國旗。他另被控於同日在東涌游泳池附近範圍，無合法辯解而用火損壞一些橫幅、雜物及水馬圍欄。而警方於該男子住所內繳獲一支伸縮警棍及一把懷疑仿製槍械。裁判官拒絕該被告保釋，認為案件嚴重，被告有機會不依期歸柙，本案仍有其他在逃人士，而證據亦強而有力。案件押後至11月15日於西九龍裁判法院再訊，以待警方進一步調查，期間被告需還柙候訊。[29]被告不認罪，經審訊後到2021年10月6日，區域法院法官郭啟安裁定他全部罪名成立。雖然辯方曾傳召精神科醫生作供，指被告案發時受過度活躍症（ADHD）影響。不過郭啟安拒絕接納有關的供詞，指出 ADHD 不是求情理由，亦批評醫生未有考慮被告誇大症狀或裝病，有誤導法庭之嫌。同時指出沒有證據顯示被告曾經被警員毆打，判監是唯一選擇。案件押後至10月20日求情及判刑。[30]10月20日，區域法院法官郭啟安判刑時接納被告縱火時沒有詳細策劃，動機只為發洩不滿，而事件中燒毀的水馬價值不高，火種亦很快被撲熄。另外，遭損壞閉路電視只是被噴黑鏡頭，損毀程度輕微。

不過認為被告侮辱國旗的行為惡劣，眨損國家尊嚴，若被告沒有參與或協助，國旗或不會被拆下，繼而沾污及侮辱，又認為被告在事件中屬主要角色，而期間約50人圍觀過程，行為有鼓動他人干犯其他罪行的風險。考慮到整體量刑後，最終判被告入獄4年7個月，兼要賠償880元。
- 9月1日，警方在港鐵大圍站外拘捕沙田區議員李世鴻，並將他帶返田心警署調查。據沙田區議員丘文俊引述街坊轉述，李世鴻因不滿警方的截查和拘捕行動，在現場大聲叫囂，引致在場其他人士鼓譟，被警方以涉嫌「在公眾地方行為不檢」拘捕。[32]9月2日獲保釋。[33]而在警方截查行動中拘捕了的1男1女（女被告姓盧，42歲，男被告姓利，32歲，2人均報稱文員），經律政司批准，警方落案起訴2人「襲警罪」。2020年3月1日在沙田裁判法院提堂，他們各准以現金5000元保釋，並要守宵禁令、不得離港和到警署報到等條件。[34]到同年9月7日，署理主任裁判官溫紹明發現5名警員證人中，當中4人的供詞與辯方片段不符。4人在盤問下，承認早前的證供與辯方片段或有不符之處。有警員承認女文員可能只是意外撞擊，而非有意襲擊。裁判官也對警員表示當時無必要推撞被拘捕的1男1女，也無需要在照明充足的環境下使用電筒照向人群。[35]到9月16日，裁判官裁定一男一女襲警罪不成立，並獲訟費。裁判官指案發地點並非示威現場，假如警員能冷靜處理，可避免衝突。[36]